# Heather Stoddard
Heather Stoddard alias Heather Karmay est professeur à l’Institut national des langues et civilisations orientales (Inalco) où elle est responsable de l’enseignement de la langue, l’histoire et la littérature du Tibet. Elle est l'épouse de Samten Karmay, tibétologue comme elle.

## Biographie
Heather Stoddard, née à Epsom en Angleterre, a étudié le chinois et le tibétain à la School of Oriental and African Studies et à La Sorbonne. Elle est la première universitaire à avoir abordé l'étude des intellectuels tibétains modernes dont Gendün Chöphel, Döndrup Gyel et Chenaktsang Dorje Tsering. Son intérêt pour l'histoire de l'art tibétain en a fait une experte. Elle vit à Paris,.
En juin 2012, elle participe, avec le poète tibétain Chenaktsang Dorje Tsering, à une lecture de sa poésie, organisée par la Société des écrivains ardennais à Charleville-Mézières au Musée Rimbaud.

## Publications
- Le mendiant de l'Amdo (Recherches sur la Haute Asie), Paris, Société d'ethnographie, 1985, 395 p. (ISBN 978-2-901161-28-8, LCCN 88128545)
- Le maître spirituel, l'artiste et le saint-fou : individu "sans-soi" tibétain, Plon, 1989
- Avec Nicolas Tournadre, Kesang Gyurmé, Le clair miroir, 1994
- Avec  Skal-bzaṅ-'gyur-med, Kesang Gyurme, Le clair miroir : enseignement de la grammaire tibétaine, éditions Prajñā, 1992,  (ISBN 2905188359 et 9782905188359)
- (en) The development in perceptions of Tibetan art from golden idols to ultimate reality, in Imagining Tibet: perceptions, projections, & fantasies, Thierry Dodin, Heinz Räther (eds.), Wisdom Publications, 2001,  (ISBN 0861711912 et 9780861711918)

## Traduction
- (bo) Tsering Döndrub, Rlung dmar ‘ur ‘ur, (en) The Red Wind Scream, (Les Hurlements de la tempête rouge) 2009